# Onthophagus naevuliger
Onthophagus naevuliger là một loài bọ cánh cứng trong họ Bọ hung (Scarabaeidae).